# 389478 Rivera-Valentin
389478 Rivera-Valentin este o planetă minoră (asteroid), cu un diametru de 2,045 km, din centura de asteroizi. A fost descoperită pe 21 ianuarie 2010 la Wise Observatory⁠(d) de Wide-field Infrared Survey Explorer⁠(d). 
Obiectul prezintă o orbită caracterizată de o semiaxă mare de 2,6489668572664 UAi, o excentricitate de 0,12063898469159, o înclinație de 12,080457465643 ° în raport cu ecliptica.